# Eduardo de Pedro
Eduardo Enrique de Pedro (Mercedes, Buenos Aires; 11 de noviembre de 1976), conocido como Wado de Pedro, es un abogado y político argentino, ministro del Interior de la Nación desde el 10 de diciembre de 2019 hasta la misma fecha de 2023. Antes fue diputado nacional por la provincia de Buenos Aires desde 2015 a 2019. Fue vicepresidente de Aerolíneas Argentinas y uno de los directivos de Telecom Argentina. Actualmente, se desempeña como Senador Nacional.
De Pedro es egresado de la Universidad de Buenos Aires (UBA), donde se graduó en Derecho e hizo un posgrado en Administración y Políticas Públicas por la Universidad de San Andrés, universidad privada de la localidad de Victoria. Con el advenimiento del kirchnerismo en 2003, De Pedro dio inicio a su carrera política, como uno de los fundadores de la agrupación juvenil La Cámpora. Fue vicepresidente de Austral Líneas Aéreas y electo para ocupar una banca de diputado nacional por el Frente para la Victoria, como representante la provincia de Buenos Aires, en 2011. Ejerció como Secretario General de la Presidencia en 2015 durante la presidencia de Cristina Fernández de Kirchner.
El 25 de junio de 2023 se confirmó que será precandidato a senador nacional por la provincia de Buenos Aires en representación de la coalición política Unión por la Patria.

## Biografía
Eduardo de Pedro nació en Mercedes, provincia de Buenos Aires, el 11 de noviembre de 1976. Su familia vivía en el barrio porteño de Floresta, en Buenos Aires. Durante la última dictadura cívico-militar argentina (1976-1983) su padre, Enrique “Quique” de Pedro, quien estudiaba Derecho y militaba en la Juventud Peronista, fue asesinado el abril de 1977. Tiempo después, un grupo de tareas encontró la casa de la madre, Lucila Adela Révora. El 1 de agosto de 1978 fue secuestrada y desaparecida.
En el Nunca Más, el informe final de la Comisión Nacional sobre la Desaparición de Personas, su madre, embarazada de ocho meses, aparece como desaparecida. Según el testimonio de Susana Leonor Caride y de Omar Eduardo Torres en la causa 13/84, fue asesinada junto a su pareja Carlos Guillermo Fassano, presidente del centro de estudiantes de la Facultad de Derecho de la UBA, durante un operativo de secuestro llevado a cabo por un grupo de tareas formado por miembros del Ejército Argentino, de la policía, del Servicio Penitenciario y de Gendarmería Nacional en su casa del barrio de Vélez Sarsfield y llegó sin vida al centro clandestino de detención El Olimpo en el marco de la represión del terrorismo de Estado.
El grupo de tareas dejó a Eduardo, entonces de dos años, al cuidado de unos vecinos. Esa noche, hombres a bordo de un Falcon verde se presentaron ante aquellos vecinos anunciando ser tíos del niño y se lo llevaron. La familia de la madre de Eduardo, al enterarse del secuestro, se puso en contacto con un comerciante de la ciudad de Mercedes que conocía a Carlos Guillermo Suárez Mason, un militar argentino (luego detenido por delitos de lesa humanidad), para recuperar al niño. El 13 de enero de 1979, Eduardo fue entregado a un sacerdote de la ciudad quien se puso en contacto con la familia para recuperarlo y decidieron que fuera criado por su tía, Estela Révora, junto a su marido Javier Ustárroz en Mercedes.

### Juventud
Estudió Derecho en la Universidad de Buenos Aires, donde realizó militancia en la agrupación NBI (Necesidades Básicas Insatisfechas), e hizo una maestría en Políticas Públicas en la Universidad de San Andrés, mientras se desempeñaba como empleado judicial enrolado en la Unión de Empleados Judiciales de la Nación. De Pedro comenzó a militar en la agrupación HIJOS en 1997, de la que es uno de sus fundadores.
El 20 de diciembre de 2001, durante la crisis de diciembre de 2001 en Argentina, Eduardo de Pedro debía llevar unos volantes de la Unión de Empleados Judiciales de la Nación hacia la Cámara Nacional Electoral, cuando observa que la policía Federal impedía que las madres de Plaza de Mayo dieran su ronda de los jueves frente a la pirámide de Mayo. Ante este hecho, intervino pero fue reprimido con dureza. De Pedro fue torturado con una picana eléctrica portátil y culatas de pistolas, por miembros de la Policía Federal hasta que se identificó como miembro de la agrupación HIJOS. Fue entonces introducido en un patrullero, en el que las torturas siguieron (pese a que ya se encontraba esposado y muy lesionado) hasta que se produjo un accidente de tránsito con un taxi que detuvo la marcha del vehículo, hecho que le permitió pedir ayuda ante un tumulto de desconocidos que se acercaron.
Ante sus gritos de auxilio, los policías se vieron obligados a solicitar una ambulancia en la que fue trasladado al Hospital General de Agudos Dr. Cosme Argerich, aún esposado y custodiado por un agente de policía, donde recibió atención médica. Una vez en el nosocomio, se pudo determinar que, producto de los golpes, De Pedro había sufrido traumatismos múltiples, escoriaciones frontales, lesión en el tabique nasal, hematoma en el cuero cabelludo y en un miembro inferior izquierdo, en la zona glútea y tenía muchas heridas en la espalda. Los golpes también le habían dañado el nervio ciático y por esto logró recibir atención de un neurólogo, el doctor Pablo Barbeito, quien decidió tomar contacto con los compañeros del gremio y de la facultad para avisarles de lo que estaba ocurriendo.

### Trayectoria política
Su carrera política comenzó en 2004 cuando fue designado jefe de Gabinete de la Subsecretaría de Turismo de la Ciudad de Buenos Aires durante el gobierno de Aníbal Ibarra.
En 2006 junto al hijo del presidente Néstor Kirchner, Máximo Kirchner, Andrés Larroque, Juan Cabandié, Mariano Recalde y José Ottavis fundaron la agrupación política La Cámpora. En 2009 fue nombrado integrante del directorio, y luego vicepresidente de Aerolíneas Argentinas y Austral Líneas Aéreas, reestatizadas en el 2008.
Fue elegido diputado nacional por la provincia de Buenos Aires en 2011. En representación del bloque oficialista de la Cámara de Diputados, en febrero de 2014 fue designado miembro del Consejo de la Magistratura de la Nación. En mayo de 2014 fue nombrado vicepresidente del Consejo Nacional Justicialista.
El 26 de febrero de 2015 fue designado secretario General de la Presidencia de la Nación, cargo que ejerció hasta el 10 de diciembre de 2015. En 2015 encabezó la lista de candidatos a diputados nacionales de la provincia de Buenos Aires por el Frente para la Victoria, y fue electo para el periodo 2015-2019. En diciembre de 2016 fue designado apoderado del Partido Justicialista de su provincia y miembro de la Comisión de Acción Política.

#### Ministro del Interior
El 10 de diciembre de 2019 juró ante el presidente electo Alberto Fernández como Ministro del Interior. En septiembre de 2020, el gobierno revirtió un decreto de Macri que había aumentado los fondos coparticipables para la ciudad de Buenos Aires de 1,4% a 3,75% en 2016 lo que fue judicializado por el gobierno de Jorge Macri, otorgando un fallo favorable a CABA en enero de 2023. Durante su gestión otorgó un aumento del 44% en becas universitarias, 14.1% en recursos para formación docente y 52.5% para el ex Conectar Igualdad. Abogó por duplicar el presupuesto a universidades nacionales y fondos de infraestructura, en las casas de altos estudios.
De Pedro declaró que “incoherente y antifederal es sacarles recursos a las provincias para darle al Gobierno de la Ciudad, el más rico del país”.
En abril de 2021, de Pedro acordó con la oposición postergar un mes las elecciones primarias y las generales para evitar congregaciones masivas de personas durante la temporada fría donde los contagios por Covid-19 eran más altos.
En mayo de 2023, la Corte Suprema de Justicia suspendió las elecciones a gobernador en las provincias de Tucumán y San Juan debido a denuncias de inconstitucionalidad de las candidaturas oficialistas. De Pedro realizó una conferencia de prensa en Casa Rosada donde declaró que la decisión era  "irresponsable"  y que"estamos frente a una virtual intervención federal de dos provincias".
A principios de diciembre, pocos días antes de la asunción del nuevo presidente Javier Milei,  presentó su renuncia, junto con la de otros funcionarios de primera línea. El presidente Alberto Fernández aceptó la dimisión a partir del 10 de diciembre, como hizo con los más de 70 funcionarios que hicieron lo propio los días anteriores.

### Ámbito Internacional
Fue en Argentina el jefe de campaña del candidato a presidente de Uruguay por el Frente Amplio Yamandu Orsi

## Vida personal

### Tartamudez
El 6 de julio de 2021, Eduardo de Pedro dio detalles por primera vez de manera pública sobre el trastorno del habla que lo acompaña desde la infancia y que fue causado por un trauma emocional relacionado con su entorno familiar. Anteriormente durante ese mismo año, luego de intensos trabajos con fonoaudiólogos y otros especialistas, había brindado su primera entrevista exclusiva en televisión.
En el mes de diciembre, participó de manera virtual en una charla con más de 100 niños con disfluencia en el marco de un Congreso de Tartamudez, en Salta, el cual tenía por objetivo el concientizar y sensibilizar a la sociedad sobre ese problema en el habla. En dicha presentación Eduardo se emocionó al compartir su historia personal y la de su desarrollo profesional; también reconoció haber sido víctima de discriminación tanto en su niñez como en la actualidad, ya que a través de las redes sociales muchos usuarios criticaron su forma de hablar, a raíz de los discursos que dio el titular de Interior en el marco del acto eleccionario. Ante tal hecho, escribió en su red oficial de Twitter un mensaje en referencia a su tartamudez y a cómo ayudar a la sociedad a informarse y sensibilizarse sobre esta patología, hecho que hizo quintuplicar las llamadas en un menos de un día a la Asociación Argentina de Tartamudez (AAT).
El 4 de mayo de 2022, Wado de Pedro participó en una Jornada de la Cámara de Diputados de la Nación en donde llamó a construir una Argentina "mucho más igualitaria, digna y tolerante" y en la cual se abordaron proyectos para la sanción de una Ley Nacional de Tartamudez y la creación de un Programa Nacional de Detección Temprana y Abordaje Integral de la Tartamudez. Días después su fonoaudióloga Beatriz Touzet reveló que de niño sufría bullying, a tal punto que una vez le rompieron la nariz en el recreo dado que se retraía y ante la burla respondía y avanzaba.
En junio del mismo año, visitó el predio de Gimnasia y Esgrima La Plata junto a dirigentes de Estudiantes, luego de que en el clásico platense el arquero de Gimnasia Rodrigo Rey haya recibido insultos discriminatorios por parte de la hinchada rival a causa de su tartamudez. Este hecho le hizo solidarizarse,  y brindar una charla en la cual llamó a "no avalar, ni reírse, ni apoyar situaciones que tengan que ver con maltrato y con bullying".